# Galavant (Original Soundtrack)
Galavant (Original Soundtrack) è il primo album colonna sonora tratto dalla serie TV musical Galavant, pubblicato il 19 gennaio 2015.

## Tracce
1. Galavant – 2:21
2. She'll Be Mine – 2:11
3. Maybe You're Not the Worst Thing Ever – 1:42
4. Oy! What a Knight – 1:52
5. Jackass in a Can – 1:44
6. Togetherness – 2:23
7. Comedy Gold – 2:21
8. Lords of the Sea (feat. Hugh Bonneville) – 1:46
9. No One But You – 2:00
10. Hey, Hey, We're the Monks (feat. "Weird Al" Yankovic) – 1:16
11. If I Could Share My Life With You – 2:20
12. A Day in Richard's Life (feat. Ricky Gervais) – 2:47
13. Love Is Strange – 1:43
14. Goodnight My Friend – 1:52